# The Girl with the Raven Mask
The Girl with the Raven Mask – drugi album studyjny szwedzkie zespołu muzycznego Avatarium. Wydawnictwo ukazało się 23 października 2015 roku nakładem wytwórni muzycznej Nuclear Blast. Nagrania zostały zarejestrowane w Ghost Ward Studio w Gröndal i DeepWell w Sztokholmie w Szwecji. Miksowanie odbyło się w Ghost Ward Studio, natomiast mastering w Fascination Street Studio w Örebro w Szwecji. W ramach promocji do pochodzącego z płyty utworu "Pearls And Coffins" powstał wideoklip, który wyreżyserował Johan Bååth.

## Lista utworów
Opracowano na podstawie materiału źródłowego.
| Nr | Tytuł utworu               | Autorzy     | Długość |
| -- | -------------------------- | ----------- | ------- |
| 1. | „Girl With The Raven Mask” | Leif Edling | 4:11    |
| 2. | „The January Sea”          | Leif Edling | 7:55    |
| 3. | „Pearls And Coffins”       | Leif Edling | 7:03    |
| 4. | „Hypnotized”               | Leif Edling | 6:26    |
| 5. | „Ghostlight”               | Leif Edling | 6:38    |
| 6. | „Run Killer Run”           | Leif Edling | 5:18    |
| 7. | „Iron Mule”                | Leif Edling | 5:50    |
| 8. | „The Master Thief”         | Leif Edling | 6:37    |
|    |                            |             | 49:58   |

| Bonus DVD - Live At Hammer Of Doom 2014 | Bonus DVD - Live At Hammer Of Doom 2014 | Bonus DVD - Live At Hammer Of Doom 2014 | Bonus DVD - Live At Hammer Of Doom 2014 |
| Nr                                      | Tytuł utworu                            | Autorzy                                 | Długość                                 |
| --------------------------------------- | --------------------------------------- | --------------------------------------- | --------------------------------------- |
| 1.                                      | „Moonhorse”                             | Leif Edling                             | 9:30                                    |
| 2.                                      | „Bird Of Prey”                          | Leif Edling                             | 6:26                                    |
| 3.                                      | „All I Want”                            | Leif Edling                             | 4:51                                    |
| 4.                                      | „Tides Of Telepathy”                    | Leif Edling                             | 8:16                                    |
| 5.                                      | „Deep Well”                             | Leif Edling                             | 8:15                                    |
| 6.                                      | „Pandora's Egg”                         | Leif Edling                             | 6:39                                    |
| 7.                                      | „Avatarium”                             | Leif Edling                             | 10:28                                   |
|                                         |                                         |                                         | 54:25                                   |

## Twórcy
Opracowano na podstawie materiału źródłowego.
| Zespół Avatarium w składzie - Jennie-Ann Smith - wokal prowadzący, aranżacje - Marcus Jidell - gitara elektryczna, wokal wspierający, inżynieria dźwięku, produkcja muzyczna - Leif Edling - gitara basowa - Carl Westholm - instrumenty klawiszowe, theremin - Lars Sköld - perkusja | Dodatkowi muzycy - Anders Iwers - gitara basowa (4, 5, 8) - Mats Valentin - instrumenty perkusyjne (1, 6) - Michael Blair - instrumenty perkusyjne (1, 3-5, 8) - Max Lachmann - sample (2) | Inni - David Castillo - miksowanie, inżynieria dźwięku - Jens Haglöf - asystent inżyniera dźwięku - Jens Bogren - mastering - Linda Åkerberg - zdjęcia - Beatrice Edling - zdjęcia - Tim Wezel - oprawa graficzna |